# Птах-гончар колумбійський
Птах-гончар колумбійський (Thripadectes ignobilis) — вид горобцеподібних птахів родини горнерових (Furnariidae). Мешкає в Колумбії і Еквадорі

## Поширення і екологія
Колумбійські птахи-гончарі мешкають на західних схилах Анд в Колумбії (на південь від Чоко) і Еквадорі (на південь до Ель-Оро). Вони живуть в підліску вологих гірських і рівнинних тропічних лісів. Зустрічаються на висоті від 200 до 2500 м над рівнем моря, переважно на висоті від 700 до 1700 м над рівнем моря.